# جیمز ال هالوی سوم
جِیْمز لِموئِل هالُوِیْ سوم (۲۳ فوریه ۱۹۲۲ - ۲۶ نوامبر ۲۰۱۹) دریابُد و هوانوردِ نیروی دریایی ایالات متحده بود که به خاطر اقدامات خود در طول جنگ جهانی دوم ، جنگ کره و جنگ ویتنام تقدیر شده‌بود. پس از جنگ ویتنام، وی به پنتاگون اعزام شد و در آنجا «برنامهٔ هواگَردبرِ هسته‌ای نیروی دریایی» را تأسیس کرد. وی از سال ۱۹۷۴ تا ۱۹۷۸ به عنوان رئیس عملیات دریایی (فرمانده نیروی دریایی) خدمت کرد. پس از بازنشستگی از نیروی دریایی، هالووی از سال ۱۹۸۰-۱۹۹۸ به عنوان رئیس بنیاد تاریخی نیروی دریایی خدمت کرد و ده سال دیگر به عنوان رئیس آن تا زمان بازنشستگی وی در سال ۲۰۰۸ و زمانی که رئیس دعوتی موسسه شد، خدمت کرد. او نویسندهٔ ناوهای هواپیما بر در جنگ: یک گذشته نگر شخصی کره، ویتنام و تقابل با اتحاد جماهیر شوروی بود که در سال ۲۰۰۷ توسط انتشارات انستیتوی نیروی دریایی منتشر شد. 

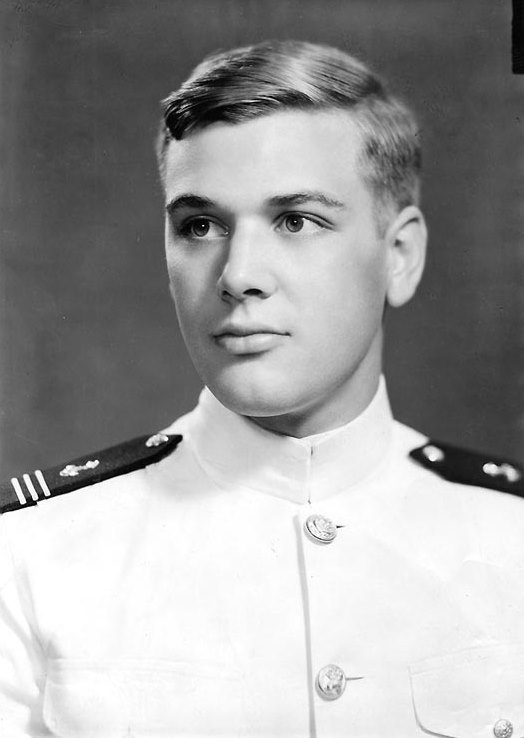
دانشجوی افسری هالوی، ۱۹۴۱.

ناخدا دوم هالوی، افسر فرمانده، VA-83.

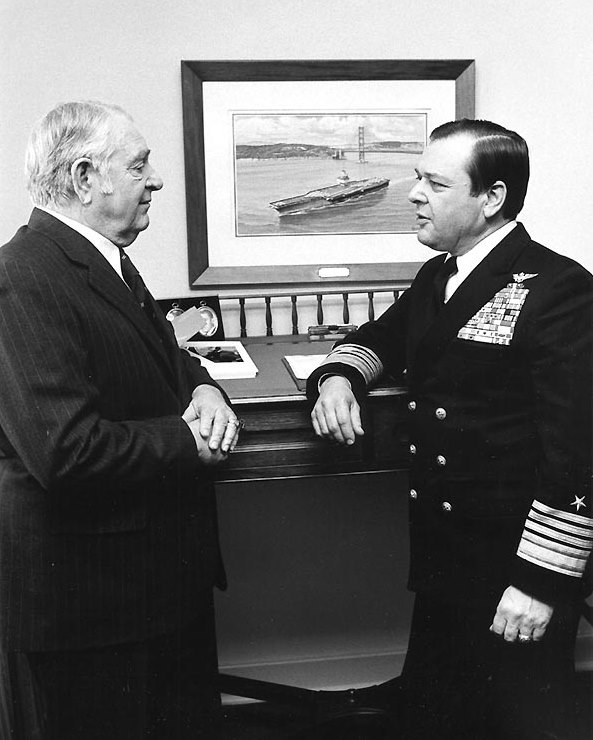
دریابُد جیمز ال هالوی، جونیور، (سمت چپ) به همراه پسرش، دریابُد جِیْ ال هالوی، سوم، CNO، در سال ۱۹۷۴.

## نشان‌ها
در میان بیش از چهل دکوراسیون و مدال نظامی وی، موارد زیر ذکر شده است: 
| نشان هوانوردی دریایی |

| Bronze oak leaf cluster                                          |
| Gold star · Gold star · Gold star                                |
| Gold star                                                        |
| صلیب پرواز ممتاز                                                 |
|                                                                  |
| Gold star · Gold star                                            |
|                                                                  |
| Bronze star                                                      |
| ستایش واحد شایسته نیروی دریایی                                   |
| مدال خدمات چین                                                   |
| Bronze star                                                      |
| مدال کمپین آمریکایی                                              |
| مدال کمپین اروپایی-آفریقایی-خاورمیانه                            |
| Bronze star · Bronze star · Bronze star · Bronze star            |
| مدال پیروزی جنگ جهانی دوم                                        |
| مدال خدمات شغل نیروی دریایی                                      |
| Bronze star                                                      |
| Bronze star · Bronze star · Bronze star                          |
| مدال اعزامی نیروهای مسلح                                         |
| Bronze star · Bronze star · Bronze star · Bronze star            |
| سفارش طلوع خورشید (ژاپن)                                         |
| درجه شایستگی فرهنگی (کره) طبقه 2                                 |
| سفارش ملی فرمانده ویتنام                                         |
| سفارش ملی شوالیه ویتنام                                          |
| Bronze oak leaf cluster                                          |
| سفارش ماه شایستگی دریایی (آرژانتین ، درجه ناشناخته)              |
| سفارش شوالیه نیروی دریایی (برزیل)                                |
| لژیون افتخار فرانسه (درجه ناشناخته)                              |
| سفارش Merit Grand Cross (آلمان)                                  |
| استناد به واحد ریاست جمهوری فیلیپین                              |
| استناد به واحد ریاست جمهوری کره                                  |
| استناد به واحد ویتنام Gallantry Cross Cross استناد جمهوری ویتنام |
| Bronze star · Bronze star                                        |
| مدال کره سازمان ملل                                              |
| مدال کمپین جمهوری ویتنام                                         |

## مرگ

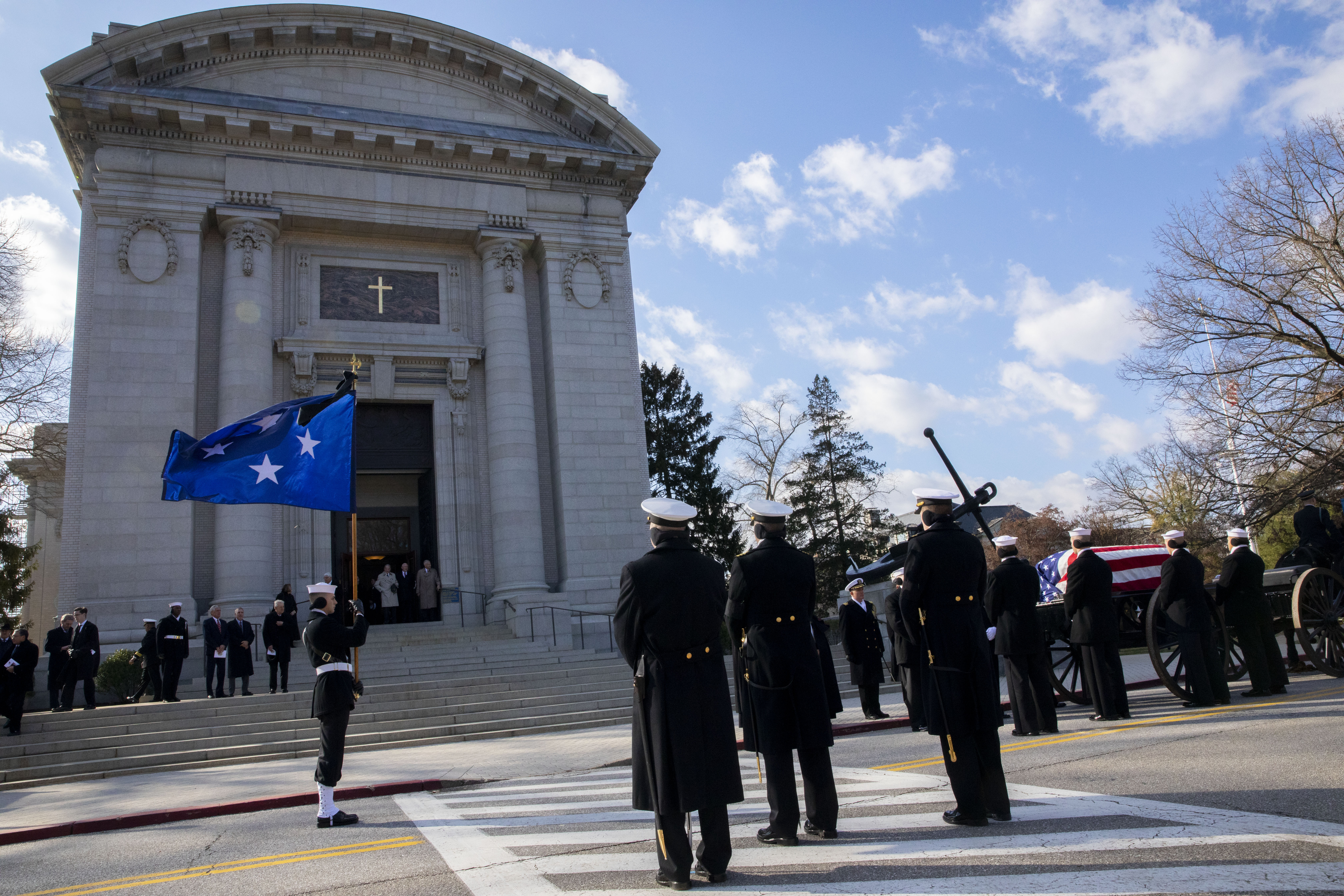
مراسم تشییع جنازه هالووی در دسامبر سال ۲۰۱۹

دریابُد هالووی در ۲۶ نوامبر ۲۰۱۹ در الکساندریای ویرجینیا درگذشت.  پسرش جیمز لموئل هالووی چهارم (متولد ۱۹۴۶) در یک تصادف رانندگی در سال ۱۹۶۴ درگذشت. 